# 12 janvier
Pour les articles homonymes, voir Douze-Janvier.
12 décembre 12 février
Chronologies thématiques
- Croisades
- Ferroviaires
- Sports
- Disney
- Anarchisme
- Catholicisme

Abréviations / Voir aussi
- (° 1852) = né en 1852
- († 1885) = mort en 1885
- a.s. = calendrier julien
- n.s. = calendrier grégorien
- Calendrier
- Calendrier perpétuel
- Liste de calendriers
- Naissances du jour

Le 12 janvier est le 12e jour de l'année du calendrier grégorien.
Il reste 353 jours avant la fin de l'année, 354 lorsqu'elle est bissextile.
C'était généralement le 23e jour du mois de nivôse dans le calendrier républicain / révolutionnaire français, officiellement dénommé jour du fer.

## Événements

### XVesiècle
- 1494 : couronnement à Pampelune des souverains de Navarre Catherine Ire et son époux Jean III.

### XVIesiècle
- 1528 : couronnement en la cathédrale d'Uppsala du roi de Suède Gustave Ier Vasa.
- 1598 : le pape Clément VIII s'empare du duché de Ferrare.

### XVIIesiècle
- 1616 : fondation de Belém (actuel Brésil côtier).

### XVIIIesiècle
- 1794 : début des fusillades d'Avrillé et de la bataille de la forêt de Princé lors de la guerre de Vendée en France.

### XIXesiècle
- 1822 : l'Assemblée nationale d'Épidaure proclame l'indépendance de la Grèce.
- 1848 : début d'une révolution sicilienne.
- 1870 : obsèques de Victor Noir au cimetière parisien du Père-Lachaise donnant lieu à une manifestation républicaine de plus de cent mille personnes.
- 1871 : fin de la bataille du Mans dans l'ouest français.

### XXesiècle
- 1922 : Aristide Briand démissionne de son poste de président du Conseil des ministres.
- Seconde guerre mondiale :
  - en 1943, début de l'Opération Iskra ;
  - en 1945, de l'offensive Vistule-Oder.
- 1964 : déclenchement de la révolution de Zanzibar en Afrique de l'est.
- 1992 : nouvelle Constitution au Mali en Afrique de l'ouest.

### XXIesiècle
- 2012 :
  - résolution 2033 du Conseil de sécurité des Nations unies, sur la coopération entre l’Organisation des Nations unies et les organisations régionales et sous-régionales aux fins du maintien de la paix et de la sécurité internationales.
  - Début de nouvelles manifestations en Roumanie.
- 2015 : bataille de Kolofata.
- 2018 : en République tchèque, 1er jour du premier tour de l'élection présidentielle.

- 2025 :
  - aux Comores, 1er tour des élections législatives qui ont lieu afin de renouveler les membres de l'Assemblée pour un mandat de cinq ans[1].
  - en Croatie, Zoran Milanović (photo) est très largement réélu président du pays[2].

## Art, culture et religion
- 1903 : à Paris, première réunion de l'Académie Goncourt. Le premier prix sera attribué le 21 décembre à Eugène Torquet dit John-Antoine Nau pour Force ennemie.
- 1930 : l'opéra en trois actes et un épilogue Le Nez (en russe : Nos) de Dmitri Chostakovitch est créé au Petit Théâtre de Leningrad à Saint-Pétersbourg, Russie soviétique.
- 1959 : fondation du label de disques américain Motown par Berry Gordy, à Détroit surnommée Motor Town aux États-Unis[3].
- 1981 : la série Dynastie mettant en vedette Joan Collins débute sur la chaîne de télévision américaine ABC.
- 1987 : la même ABC annonce que le téléfilm américain sur les horreurs de la guerre nucléaire The Day After sera diffusé en Union soviétique. La diffusion de ce film, aux États-Unis en novembre 1983 puis en Europe, avait connu un retentissement particulier.
- 2018 : l'Algérie fête Yennayer le « Nouvel An berbère » pour la première fois officiellement (voir ci-après).

## Sciences et techniques
- 1926 : l'Institut Pasteur annonce la découverte d'un sérum contre le tétanos.
- 1974 : la comète Kohoutek atteint son point le plus rapproché de la Terre soit une distance de 120 millions de kilomètres. L'observatoire californien Hale réussit à photographier la comète et sa queue longue de 21 millions de kilomètres.
- 1998 : dix-neuf pays européens signent le premier instrument du droit international interdisant le clonage d'êtres humains.
- 2004 : lancement du paquebot de croisières Queen Mary 2.
- 2005 : lancement de la sonde spatiale Deep Impact.

## Économie et société
- 1755 : Catherine II de Russie fonde la première université russe à Moscou, qui ouvrira ses portes le 28 avril.
- 1780 : fondation du Neue Zürcher Zeitung.
- 1910 : une loi interdisant la traite des Blanches entre en vigueur aux États-Unis.
- 1913 : les derniers omnibus à chevaux disparaissent, au profit des autobus.
- 1920 : naufrage du paquebot Afrique au large des Sables-d’Olonne, pire catastrophe maritime de l'histoire de la marine marchande française avec 568 morts.
- 1951 : Albert Guay est pendu à Montréal pour le meurtre de vingt-trois personnes dans la destruction par une bombe d'un avion DC-3 vol 108 de la Canadian Pacific Airline, le 9 septembre 1949.
- 1990 : Air France prend le contrôle d'Air Inter.
- 1993 : une semaine après s'être échoué sur les rochers près des îles Shetland au nord de l'Écosse, le pétrolier libérien Braer se brise en trois morceaux, laissant échapper la majeure partie des 85 000 tonnes de pétrole brut qu'il transportait.
- 2000 : les homosexuels sont ouvertement acceptés dans l'armée en Grande-Bretagne.
- 2010 : séisme en Haïti.
- 2024 : une coalition dirigée par les États-Unis lance une série de frappes contre les Houthis au Yémen, en riposte aux attaques en cours contre des navires en mer Rouge[4].

## Naissances

### XVesiècle
- 1483 : Henri III de Nassau-Breda, militaire des Pays-Bas bourguignons († 14 septembre 1538).

### XVIIesiècle
- 1628 : Charles Perrault, homme de lettres français († 16 mai 1703)[5].
- 1653 : Antonio Maria Salvini, homme de lettres italien († 16 ou 17 mai 1729).

### XVIIIesiècle
- 1715 : Jacques Duphly, musicien français († 15 juillet 1789).
- 1726 : François-Henri d'Harcourt, militaire français († 22 juillet 1802).
- 1728 : Nicolas Ozanne, peintre et dessinateur français († 3 janvier 1811).
- 1751 : Ferdinand Ier, roi des Deux-Siciles de 1816 à 1825 († 4 janvier 1825).
- 1767 : Pierre Daru, homme d'État et homme de lettres français († 5 septembre 1829).

### XIXesiècle
- 1812 : Amédée Dechambre, médecin français († 4 janvier 1886).
- 1844 : Radovan Miletić, colonel et géographe de l'armée serbe († 1919).
- 1846 : Louis Billot, prélat français († 18 décembre 1931).
- 1849 : Jean Béraud, peintre français († 4 octobre 1935).
- 1852 : Joseph Joffre, militaire français († 3 janvier 1931)[5].
- 1853 : Gregorio Ricci-Curbastro, mathématicien italien († 6 août 1925).
- 1856 : John Singer Sargent, peintre américain († 14 avril 1925).
- 1861 : James Mark Baldwin, psychologue américain († 8 novembre 1934).
- 1873 : Théophane de Poltava, prêtre, archevêque et théologien russe († 6 février 1940).
- 1876 :
  - Jack London, écrivain américain († 22 novembre 1916).
  - Ermanno Wolf-Ferrari, musicien italien († 21 janvier 1948).
- 1884 : Texas Guinan, comédienne, chanteuse et tenancière de cabarets américaine († 5 novembre 1933).
- 1886 :
  - Nellie Sengupta, femme politique indienne d'origine britannique († 23 octobre 1973).
  - Norihiro Yasue, militaire japonais († 4 août 1950).
- 1893 :
  - Hermann Göring, militaire puis homme politique allemand, dignitaire nazi († 15 octobre 1946).
  - Alfred Rosenberg, théoricien et homme politique allemand nazi († 16 octobre 1946).
- 1894 :
  - Georges Carpentier, boxeur français († 28 octobre 1975)[5].
  - Marcel Roels, comédien belge († 27 décembre 1973).
- 1896 :
  - Pedro González Bueno y Bocos, ingénieur puis homme politique espagnol, ministre franquiste († 30 janvier 1985).
- 1899 :
  - Pierre Bernac, chanteur français († 17 octobre 1979).
  - Paul Hermann Müller, chimiste suisse, prix Nobel de physiologie ou médecine en 1948 († 12 octobre 1965).

### XXesiècle
- 1902 : Ray Teal, acteur américain († 2 avril 1976).
- 1903 : Grace Frick, universitaire américaine, compagne et traductrice de Marguerite Yourcenar († 18 novembre 1979).
- 1905 : Tex Ritter, acteur et chanteur américain († 2 janvier 1974).
- 1906 : Emmanuel Levinas, philosophe français († 25 décembre 1995).
- 1907 : Sergueï Korolev, ingénieur aéronautique soviétique († 14 janvier 1966).
- 1908 : Jean Delannoy, réalisateur français († 18 juin 2008)[5].
- 1910 :
  - Mary Haas, linguiste américaine († 17 mai 1996).
  - Patsy Kelly, actrice américaine († 24 septembre 1981).
  - Géry Leuliet, prélat français († 1er janvier 2015).
  - Luise Rainer, actrice allemande († 30 décembre 2014).
  - José Salazar López, prélat mexicain († 9 juillet 1991).
- 1914 :
  - Émile Rummelhardt, footballeur français († 15 janvier 1978).
  - Orlando Villas Boas, explorateur brésilien († 12 décembre 2002).
- 1915 : Joseph-Aurèle Plourde, prélat canadien († 5 janvier 2013).
- 1916 :
  - Gérard Jaquet, homme politique français († 13 avril 2013).
  - Pieter Willem Botha, chef d'État sud-africain († 31 octobre 2006).
- 1917 : Maharishi Mahesh Yogi, gourou indien († 5 février 2008).
- 1919 : Jacques Mauclair, acteur français († 20 décembre 2001)[5].
- 1923 : Allice Miller, psychologue et philosophe suisse d'origine polonaise († 14 avril 2010).
- 1925 :
  - Katherine MacGregor, actrice américaine († 13 novembre 2018).
  - Georges Perron, prélat français († 6 mai 2021).
- 1926 :
  - Morton Feldman, musicien américain († 3 septembre 1987).
  - Ray Price, chanteur, compositeur et musicien country († 16 décembre 2013).
- 1927 : Salvatore Martirano, musicien américain († 17 novembre 1995).
- 1928 :
  - Daniel Filipacchi (Mario Daniel Jacques Filippaki dit), homme de presse français[5].
  - André Labarrère, homme politique français († 16 mai 2006).
- 1929 : 
  - Nicole de Buron, écrivaine et journaliste française († 11 décembre 2019).
  - Jaakko Hintikka, philosophe finlandais († 12 août 2015).
- 1930 :
  - Tim Horton, défenseur de hockey sur glace et homme d’affaires canadien, fondateur d'une chaîne de restaurants († 21 février 1974).
  - Glenn Yarbrough, chanteur de musique folk américain du groupe The Limeliters († 11 août 2016).
- 1936 : 
  - Alain Corbin, historien français spécialiste du XIXe siècle.
  - Émile Lahoud, 10e président de la République libanaise.
- 1937 :
  - Marie Dubois, actrice française († 15 octobre 2014)[5].
  - Shirley Eaton, actrice britannique.
- 1939 : Josep Maria Flotats, acteur hispano-français.
- 1941 : 
  - Long John Baldry, chanteur et guitariste de blues britannique († 21 juillet 2005).
  - Christoph Höhne, athlète allemand spécialiste de la marche sportive, champion olympique.
- 1942 :
  - Hedayat Amine Arsala, homme politique afghan.
  - Michel Mayor, astrophysicien suisse.
- 1943 : 
  - Jean-Louis Bianco, homme politique français[5].
  - Yojiro Uetake, lutteur japonais double champion olympique.
- 1944 :
  - Guy Fischer, homme politique français († 1er novembre 2014).
  - Joe Frazier, boxeur américain († 7 novembre 2011).
  - Hans Henning Atrott, philosophe allemand († 2018).
  - Cynthia Robinson, trompettiste et chanteuse américaine du groupe Sly and the Family Stone († 23 novembre 2015).
- 1948 : Gordon Campbell, homme politique canadien.
- 1949 :
  - Ludovica Modugno, actrice italienne († 26 octobre 2021).
  - Haruki Murakami, écrivain japonais.
  - Hélène Rioux, romancière québécoise.
- 1950 : Patrice Dominguez, joueur de tennis français († 12 avril 2015).
- 1951 :
  - Kirstie Alley, actrice américaine († 5 décembre 2022).
  - Paul Dhaille, homme politique français.
  - Charlotte Julian, actrice et chanteuse française.
- 1952 : 
  - Walter Mosley, romancier américain.
  - John Walker, athlète néo-zélandais spécialiste du demi-fond.
- 1953 :
  - Brigitte Girardin, femme politique française.
  - Mary Harron, réalisatrice et scénariste canadienne.
- 1954 : Howard Stern, animateur de radio et télévision américain.
- 1955 : Kerry-Lynne Findlay, femme politique canadienne.
- 1956 :
  - Marie Colvin, journaliste américaine, correspondante de guerre († 22 février 2012).
  - Nikolai Noskov, musicien russe.
- 1957 : John Lasseter, réalisateur américain.
- 1960 :
  - Guido Bontempi, cycliste italien.
  - Élie Kakou, humoriste français († 10 juin 1999)[5].
  - Oliver Platt, acteur et producteur canadien.
  - Dominique Wilkins, joueur de basket-ball américain.
- 1961 : Casey Candaele, joueur de baseball américain.
- 1962 :
  - Gaëtan Huard, footballeur français.
  - Emanuele Pirro, pilote automobile italien.
- 1963 : François Girard, réalisateur et scénariste québécois.
- 1964 :
  - Valdo Cândido de Oliveira Filho, footballeur brésilien.
  - Blanca Li, chorégraphe espagnole.
- 1965 : 
  - María Luisa Ramos Urzagaste, diplomate et femme politique bolivienne.
  - Rob Zombie (Robert Cummings), chanteur, musicien de groupes de metal et auteur américain de films d'horreur.
- 1966 :
  - Ara Aprikian, chef d'entreprise français.
  - Olivier Martinez, acteur français.
  - Sergueï Revine, spationaute russe.
- 1967 : Takehiko Inoue, mangaka japonais.
- 1968 :
  - Farrah Forke, actrice américaine († 25 février 2022).
  - Heather Mills, mannequin britannique.
  - El Zotoluco, matador mexicain.
- 1970 : 
  - Raekwon, chanteur américain.
  - Zack de la Rocha, chanteur américain.
- 1974 : 
  - Melanie Chisholm, chanteuse britannique du groupe Spice Girls.
  - Séverine Vandenhende, judokate française championne olympique.
- 1975 : Jocelyn Thibault, gardien de but québécois de hockey sur glace.
- 1976 : Delfynn Delage, actrice française.
- 1977 : Cade McNown, américain, joueur de football américain.
- 1979 :
  - Roland Haldi, snowboardeur suisse.
  - Marián Hossa, joueur de hockey sur glace professionnel slovaque.
  - Andre Hutson, basketteur américain.
  - Julien Kapek, athlète français.
  - Romain Maillard, athlète français.
  - Gema Pascual, coureuse cycliste espagnole.
  - Jenny Schmidgall-Potter, joueuse de hockey sur glace américaine.
  - David Zabriskie, coureur cycliste américain.
- 1980 : Amerie, chanteuse américaine.
- 1981 : Niklas Kronwall, hockeyeur professionnel suédois.
- 1982 : Paul-Henri Mathieu, joueur de tennis français.
- 1985 : Assa Traoré, porte-parole de la famille d'Adama Traoré.
- 1987 :
  - Naya Rivera, actrice, mannequin américaine († 8 juillet 2020).
  - Salvatore Sirigu, footballeur italien.
- 1988 : Claude Giroux, hockeyeur professionnel canadien.
- 1989 :
  - James Justice, basketteur américain.
  - Axel Witsel, footballeur belge.
- 1991 : Pixie Lott, chanteuse britannique.
- 1993 : Zayn Malik, chanteur britannique.
- 1994 : Emre Can, footballeur allemand.
- 1995 :
  - Alessio Romagnoli, footballeur italien.
  - Maverick Viñales, pilote espagnol de Moto GP.
- 1998 : Nathan Gamble, acteur américain.

## Décès

### IIIesiècle
- 226 : (Sainte) Tatiana de Rome, fille d'un consul romain dénoncée comme chrétienne  - voir martyrs et saints plus loin (° inconnue).

### VIIesiècle
- 690 : Benoît Biscop, homme d'Église anglo-saxon (° v. 628).

### IXesiècle
- 888 (ou 13 janvier) : Charles III le Gros, empereur d'Occident (° 839).

### XIIesiècle
- 1167 : Aelred de Rievaulx, homme d'Église anglais (° 1110).

### XIVesiècle
- 1322 : Marie de Brabant, reine de France, veuve du roi Philippe III (° v. 1256 / 1254).

### XVesiècle
- 1464 : Thomas Ebendorfer, historien autrichien (° 10 août 1388).

### XVIesiècle
- 1519 : Maximilien Ier, empereur romain germanique (° 22 mars 1459).
- 1550 : André Alciat, jurisconsulte et écrivain italien de langue latine (° 8 mai 1492).
- 1557 : Eberhard Billick, carme allemand, théologien opposant à la Réforme à Cologne à l'époque du concile de Trente (° 1499).

### XVIIesiècle
- 1665 : Pierre de Fermat, mathématicien français (° 20 août 1601).
- 1674 : Giacomo Carissimi, compositeur italien (° 1605).
- 1700 : Marguerite Bourgeoys, religieuse française, sainte de l'Église catholique (° 17 avril 1620).

### XVIIIesiècle
- 1705 : Luca Giordano, artiste italien (° 18 octobre 1634).
- 1714 : François VII, duc de La Rochefoucauld (° 15 juin 1634).
- 1778 : François Bigot, administrateur français, dernier intendant de la Nouvelle-France (° 30 janvier 1703).

### XIXesiècle
- 1810 : Gilbert Soury, prêtre catholique français, inventeur de la « Jouvence de l'Abbé Soury » (° 7 octobre 1732).
- 1822 : Johann Gottlob Schneider, philologue et naturaliste allemand (° 18 janvier 1750).
- 1858 : Charles de Menthon d'Aviernoz, noble militaire et personnalité politique savoyarde (° 7 février 1793).
- 1872 : 
  - Ulysse Darracq, botaniste, pharmacien et naturaliste français (° octobre 1798).
  - Victor de Persigny, homme politique français (° 11 janvier 1808)
- 1877 : François Buloz, patron de presse français (° 20 septembre 1803).
- 1885 : 
  - Frédéric Martens, photographe italien (° 16 décembre 1806).
  - William Steele, général américain (° 1er mai 1819).
  - Auguste de Wurtemberg, général allemand (° 24 janvier 1813).
- 1899 : Hiram Walker (en), distillateur américain (° 4 juillet 1816).

### XXesiècle
- 1909 : Hermann Minkowski, mathématicien allemand (° 22 juin 1864).
- 1924 : Alexis Lapointe, athlète québécois (° 4 juin 1860).
- 1945 : Victor Dillard, prêtre jésuite mort à Dachau (° 24 décembre 1897).
- 1950 : John M. Stahl, réalisateur américain (° 21 janvier 1886).
- 1951 : Jacques de Baroncelli, cinéaste français (° 25 juin 1881).
- 1960 : Nevil Shute, écrivain britannique (° 17 janvier 1899).
- 1970 : Wilhelmine Moik, syndicaliste et femme politique autrichienne (° 26 septembre 1894).
- 1974 : Patricia de Connaught, petite-fille de la reine Victoria dans la famille royale britannique (° 17 mars 1886).
- 1975 : Robert Cami, graveur français (° 1er janvier 1900).
- 1976 : Agatha Christie, romancière britannique (° 15 septembre 1890).
- 1977 : Henri-Georges Clouzot, cinéaste français (° 20 novembre 1907)
- 1982 : Dorothy Howell, compositrice et pianiste anglaise (° 25 février 1898)
- 1986 : Marcel Arland, écrivain et académicien français (° 5 juillet 1899).
- 1987 : Jacques Hérold, peintre français (° 10 octobre 1910).
- 1988 : Michel Labrousse, historien français (° 25 décembre 1912).
- 1990 : Laurence J. Peter, pédagogue américain (° 16 septembre 1919).
- 1996 :
  - François Bresson, psychologue français (° 24 mars 1921).
  - Serge Tolstoï, écrivain français (° 27 septembre 1911).
  - Bartel Leendert van der Waerden, mathématicien néerlandais (° 2 février 1903).
- 1997 :
  - André Brugerolle, homme politique français (° 1er décembre 1906).
  - Jean-Edern Hallier, écrivain, polémiste et animateur littéraire télévisé français (° 1er mars 1936).
  - Charles Brenton Huggins, physiologiste américain, prix Nobel de physiologie ou médecine en 1966 (° 22 septembre 1901).
- 1998 : Roger Clark, pilote de rallye automobile anglais (° 5 août 1939).
- 1999 : Doug Wickenheiser, hockeyeur professionnel canadien (° 30 mars 1961).
- 2000 : Marc Davis, technicien d’animation américain (° 30 mars 1913).

### XXIesiècle
- 2001 :
  - Luiz Bonfá, musicien brésilien (° 17 octobre 1922).
  - William Hewlett, entrepreneur américain (° 20 mai 1913).
  - Vladimir Semitchastny, homme politique soviétique et président du KGB (° 15 janvier 1924).
- 2002 : Cyrus Vance, homme d'État américain (° 27 mars 1917).
- 2003 :
  - Kinji Fukasaku, acteur et cinéaste japonais (° 3 juillet 1930).
  - Leopoldo Galtieri, ancien chef d'État argentin (° 15 juillet 1926).
  - Maurice Gibb, musicien britannique de la fratrie trio des Bee Gees (° 22 décembre 1949).
- 2004 :
  - Martin Gendron, acteur québécois (° 17 octobre 1973).
  - Randy VanWarmer (en), chanteur, compositeur et guitariste américain (° 30 mars 1955).
- 2005 : Amrish Puri, acteur indien (° 22 juin 1932).
- 2006 :
  - Günther Landgraf, physicien allemand (° 14 septembre 1928).
  - René de Naurois, prêtre et résistant français (° 24 novembre 1906)
- 2007 :
  - Alice Coltrane, musicienne américaine, veuve de John Coltrane (° 27 août 1937).
  - Stephen Gilbert, peintre et sculpteur britannique (° 15 janvier 1910).
  - Larry Stewart, homme d'affaires et philanthrope américain (° 1er avril 1948).
- 2008 :
  - Ángel González, poète espagnol (° 3 septembre 1925).
  - Stanisław Wycech, vétéran polonais de la Première Guerre mondiale (° 27 juin 1902).
- 2009 :
  - Claude Berri, réalisateur et acteur français (° 1er juillet 1934).
  - Friaça, footballeur brésilien (° 20 octobre 1924).
  - Nicolas Genka, écrivain franco-allemand (° 3 décembre 1937).
  - Arne Næss, philosophe norvégien (° 27 janvier 1912).
- 2010 :
  - Daniel Bensaïd, philosophe et homme politique français (° 25 mars 1946).
  - Serge Marcil, homme politique québécois (° 20 janvier 1944).
- 2012 : Bernard Thomas, journaliste, critique de théâtre, chroniqueur et écrivain français, romancier et essayiste (° 25 octobre 1936).
- 2015 : Germán Cobos (Germán Sánchez Hernández-Cobos), acteur espagnol andalou (° 7 juillet 1927).
- 2017 :
  - Giulio Angioni, écrivain italien (° 28 octobre 1939).
  - William Peter Blatty, écrivain, scénariste et réalisateur américain (° 7 janvier 1928).
  - Faig Jabbarov, footballeur azéri (° 26 juin 1972).
  - Graham Taylor, footballeur et entraîneur anglais (° 15 septembre 1944).
- 2018 :
  - Françoise Dorin, comédienne, romancière et parolière française (° 23 janvier 1928).
  - Pierre Pincemaille, musicien et organiste français (° 8 décembre 1956).
- 2021 : Maurice Agnelet, personne impliquée dans une affaire criminelle (° 1938 ou 1939).
- 2023 :
  - Robbie Bachman, batteur canadien (° 18 février 1953).
  - Gerrie Coetzee, boxeur sud-africain (° 8 avril 1955).
  - Jean-Paul Depretto, historien français (° 6 juin 1952).
  - Henri De Wolf, coureur cycliste belge (° 17 août 1936).
  - Vittorio Garatti, architecte italien (° 6 avril 1927).
  - Frene Ginwala, journaliste, essayiste, et femme politique sud-africaine (° 25 avril 1932).
  - Paul Johnson, journaliste, écrivain et historien britannique (° 2 novembre 1928).
  - Otohiko Kaga, écrivain japonais (° 2 avril 1929).
- 2024 :
  - Amir Bhatia, homme d'affaires et homme politique britannique (° 18 mars 1932).
  - Richard Bukacki, coureur cycliste néerlandais (° 23 mai 1946).
  - Bill Hayes, acteur et musicien américain (° 5 juin 1925).
  - Hans Huber, boxeur allemand (° 1er janvier 1934).
  - Guennadi Iakovlev, botaniste soviétique puis russe (° 7 juin 1938).
  - Jacques Lefèvre, escrimeur français (° 1er février 1928).
  - Gonzalo Lira, journaliste, romancier, blogueur, cinéaste et documentariste américain (° 29 février 1968).
  - Pierre Mailloux, psychiatre et polémiste canado-français (° 14 janvier 1949).
  - Sekou Odinga, activiste américain (° 17 juin 1944).
  - Wolfgang Wickler, zoologiste et éthologue allemand (° 18 novembre 1931).
- 2025 :
  - Peter Brown, joueur de rugby à XV écossais (° 16 décembre 1941).
  - Claude Jarman Jr., acteur américain (° 27 septembre 1934).
  - Darryl Pearce, basketteur australien (° 15 octobre 1960).
  - Kim Yaroshevskaya, actrice, auteure et scénariste canadienne (° 1er octobre 1923).

## Célébrations

### Internationales et nationales

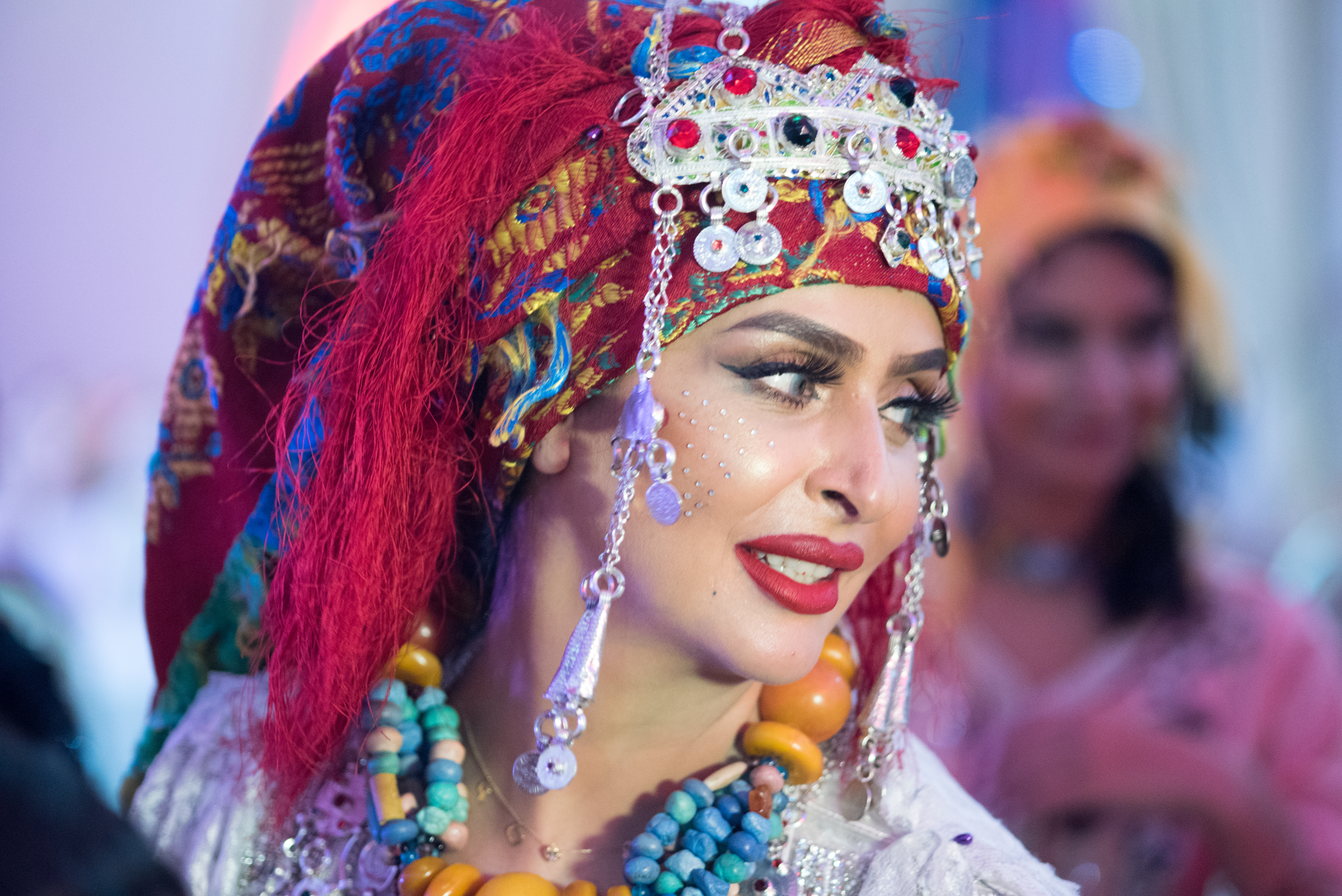
Femmes en coiffes et costumes traditionnels berbères.

- « Kiss a Ginger Day », littéralement « Le jour pour embrasser un roux », journée mondiale consacrée aux roux[6].
- Culture berbère (Algérie, Maroc, etc.) : début de la célébration de Yennayer le nouvel an berbère jusque vers le 14 janvier[7] (photo ci-contre).
- Inde : journée nationale de la jeunesse.
- Tanzanie : anniversaire de la révolution de Zanzibar en 1964, ayant abouti à la fondation de la Tanzanie par fusion du Tanganyika et du Zanzibar voisins.
- Turkménistan : ýatlama güni (en) / jour du souvenir commémorant les morts du 12 janvier 1881 lors de la défense de la forteresse Geok Tepe contre les troupes russes.

### Saints des Églises chrétiennes

#### Saints catholiques et orthodoxes du jour
Saints catholiques et orthodoxes :
- Arcade de Césarée († 259), martyr à Césarée de Maurétanie (aujourd'hui Cherchell, en Algérie) sous Valérien.
- Benoît Biscop († 690), moine de Lérins, fondateur des monastères de Wearmouth et de Jarrow.
- Césarie d'Arles († vers 540), moniale, sœur de Césaire, évêque d'Arles.
- Ferjus de Grenoble († 660), 14e évêque de Grenoble et martyr.
- Jean "Angelopte"  († 494), évêque de Ravenne.
- Merce († IVe siècle), légionnaire martyr en Afrique.
- Pierre d'Abessala († 309), martyr en Grèce.
- Satyre († 267), martyr en Achaïe (province romaine).
- Tatiana de Rome († 226), martyre condamnée à être suspendue à une potence[10] à Rome sous l'empereur Sévère Alexandre ; sainte patronne des étudiants, célébrée en pleines périodes d'(examens) "partiels" d'hiver.
- Tigre et Eutrope († 404), martyrs.
- Victorien d'Asán (es) († 560), abbé du monastère d'Asán.

#### Saints et bienheureux catholiques du jour
Saints et bienheureux catholiques :
- Aelred de Rievaulx († 1167), moine et abbé de Rievaulx.
- Antoine Fournier († 1794), bienheureux laïc français martyr.
- Antoine-Marie Pucci († 1892), prêtre français servite de Marie et fondateur des Mantellates Servantes de Marie.
- Bernard de Corleone († 1667), frère lai capucin italien.
- Lucie de Valcaldara (it) († 1430), religieuse italienne clarisse.
- Marguerite Bourgeoys († 1700), religieuse française - fondatrice de la Congrégation de Notre-Dame de Montréal.
- Martin de Léon (es) († 1203), religieux espagnol chanoine régulier de saint Augustin.
- Nicolas Bunkerd Kitbamrung († 1944), bienheureux prêtre thaïlandais martyr.
- Pierre-François Jamet ( † 1845), bienheureux prêtre français.

#### Saints orthodoxes du jour
- Martinien († 1483), moine.

### Prénoms du jour
Bonne fête aux Tatiana et ses variantes comme : Talna, Tanagra, Tanaïs, Tani, Tania, Tanit, Tanita, Tany, Tanya, Tatia, Tatien, Tatienne, Tiana, Tiziana, Tonia ou Tonya (plutôt diminutifs des latinophones Antonia), Tyana, etc.
Et aussi aux :
- Aelred et ses variantes : Aëlred, Ailred, Aofred, Elred, etc. (voir aussi les Aldric les 7 janvier, Audrey les 23 juin).
- Césarie et ses variantes : Césarine, Césaria, Cesaria, etc.
- Marguerite et ses variantes : Magali, Magalie, Maggy, Maguelonne, Margaret, Margarita, Margaux, Margot, Marjorie, Mégan, Mégane, Méganne, Meghan(e), Meghann(e), Meggie, Meggy, voire Peggy, Perle, Daisy, Gaëdig, etc. (cf. 16 novembre majeur ; 8 janvier pour les Pègue, Peggy voire 22 juillet pour les Meg).
- Pierre-François, etc.

## Traditions et superstitions

### Dictons
- « Arcade et Hilaire gèlent les rivières. » (la saint-Hilaire a lieu le lendemain 13 janvier)
- « Les douze premiers jours de janvier indiquent le temps qu'il fera les douze mois de l'année. »[11]
- « Entre le 10 et le 20 janvier, les plus contents sont les drapiers. »[12]

### Astrologie
- Signe du zodiaque : 22e jour du signe astrologique du Capricorne.